# Robinah Nabbanja
Robinah Nabbanja, née le 17 décembre 1969 à Kamusenene (Ouest), est une femme politique ougandaise, Première ministre de l'Ouganda depuis le 21 juin 2021, date de sa confirmation par le Parlement. Elle est la onzième personne, la septième sous Yoweri Museveni et la première femme à occuper cette fonction. 

## Biographie

### Formation et carrière professionnelle
Robinah Nabbanja naît le 17 décembre 1969 et grandit dans le village de Kamusenene, dans le sous-comté de Nkooko, (actuellement le district de Kakumiro), dans l'Ouest de l'Ouganda. Elle obtient dans sa région natale un certificat et un certificat avancé en éducation.  
Entre 1990 et 2000, elle obtient des certificats et des diplômes en leadership, management et développement, dans plusieurs institutions, dont l'Uganda Martyrs University, l'Uganda Management Institute, l'université islamique d'Ouganda et le National Leadership Institute Kyankwanzi. Elle obtient également un bachelor en démocratie et développement de l'Uganda Martyrs University en 2013. 
Entre 1993 et 1996, elle enseigne à l'école secondaire Kakumiro.

### Débuts en politique

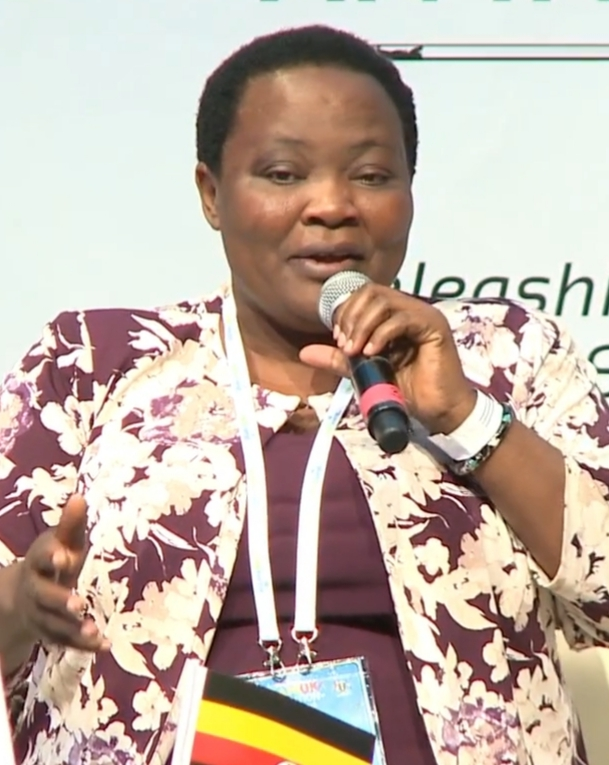
Robinah Nabbanja en 2018.

De 1998 à 2001, elle est conseillère de district, représentant le sous-comté de Nkooko au sein du district de Kibaale (maintenant le district de Kakumiro).  
Robinah Nabbanja est ministre d'État chargée de la Santé entre le 14 décembre 2019 et le 3 mai 2021. 
Elle est également députée, élue de la circonscription féminine du district de Kakumiro depuis la création de ce district en 2016. Elle est réélue lors des élections de janvier 2021. 

### Première ministre
Robinah Nabbanja est Première ministre d'un cabinet de 82 membres formé le 8 juin 2021. Elle est la première femme à occuper ce poste depuis l'indépendance de l'Ouganda en 1962. 
En 2023, elle est diplômée d'un Master of Arts en suivi et évaluation de l'université Nkumba. 

## Vie privée
Robinah Nabbanja est mariée.